# Элеонора Арагонская (королева Кастилии)
Элеонора Арагонская (20 февраля 1358, Эль Пуиг де Санта Мария, Арагонская корона — 13 августа 1382, Куэльяр, Королевство Кастилия и Леон) — королева Кастилии, дочь короля Арагона Педро IV и Элеоноры Сицилийской.

## Жизнь
18 июня 1375 года в Сории Элеонора вышла замуж за Хуана I Кастильского. Её брак был частью мирного договора между Арагоном и Кастилией, который был подписан в Альмасане 12 апреля 1374 года и в Льейде 10 мая 1375 года.
Элеонора и Хуан были женаты семь лет. У них было трое детей:
- Энрике (4 октября 1379 — 25 декабря 1406), наследовал отцу как король Кастилии[3]
- Фердинанд (27 ноября 1380 — 2 апреля 1416), стал королём Арагона в 1412 году[3]
- Элеонора (род. 13 августа 1382)

13 августа 1382 года Элеонора умерла, рожая третьего ребёнка — дочь Элеонору, которая умерла в тот же день. Через полгода после её смерти Хуан повторно женился.
Сын Элеоноры Фердинанд стал королём Арагона, когда оба брата его матери не оставили наследников.